# قائمة رافعي الأثقال في الألعاب الأولمبية الصيفية 2016
هذه قائمة رافعي الأثقال في الألعاب الأولمبية الصيفية 2016 الذين سيمثلون أوطانهم في منافسات رفع الأثقال، حيث يبلغ هؤلاء حوالي 260 رياضيا (156 في منافسات الرجال و104 في منافسات السيدات) وفقا ل15 وزنا مختلفا.

## رافعو الأثقال
| لجنة أولمبية وطنية  | الاسم                   | المسابقة                                                             | تاريخ الميلاد والعمر |
| ------------------- | ----------------------- | -------------------------------------------------------------------- | -------------------- |
| ألبانيا             | Briken Calja            | رفع الأثقال في الألعاب الأولمبية الصيفية 2016 – رجال 69 كيلو جرام ‏   | 19 فبراير 1990       |
| الجزائر             | وليد بيداني             | رفع الأثقال في الألعاب الأولمبية الصيفية 2016 – رجال +105 كيلو جرام ‏ | 11 يونيو 1994        |
| ساموا الأمريكية     | Tanumafili Jungblut     | رفع الأثقال في الألعاب الأولمبية الصيفية 2016 – رجال 94 كيلو جرام ‏   | 10 يونيو 1990        |
| أرمينيا             | Andranik Karapetyan     | رفع الأثقال في الألعاب الأولمبية الصيفية 2016 – رجال 77 كيلو جرام ‏   | 15 ديسمبر 1995       |
| أرمينيا             | Arakel Mirzoyan         | رفع الأثقال في الألعاب الأولمبية الصيفية 2016 – رجال 85 كيلو جرام ‏   | 21 أكتوبر 1989       |
| أرمينيا             | Simon Martirosyan       | رفع الأثقال في الألعاب الأولمبية الصيفية 2016 – رجال 105 كجم ‏        | 17 فبراير 1997       |
| أرمينيا             | Ruben Aleksanyan        | رفع الأثقال في الألعاب الأولمبية الصيفية 2016 – رجال +105 كيلو جرام ‏ | 14 مارس 1990         |
| أرمينيا             | غور ميناسيان            | رفع الأثقال في الألعاب الأولمبية الصيفية 2016 – رجال +105 كيلو جرام ‏ | 24 أكتوبر 1994       |
| أستراليا            | Simplice Ribouem        | رفع الأثقال في الألعاب الأولمبية الصيفية 2016 – رجال 94 كيلو جرام ‏   | 5 ديسمبر 1982        |
| النمسا              | Sargis Martirosjan      | رفع الأثقال في الألعاب الأولمبية الصيفية 2016 – رجال 105 كجم ‏        | 14 سبتمبر 1986       |
| بيلاروس             | Stanislau Chadovich     | رفع الأثقال في الألعاب الأولمبية الصيفية 2016 – رجال 62 كجم ‏         | 24 أغسطس 1992        |
| بيلاروس             | Petr Asayonak           | رفع الأثقال في الألعاب الأولمبية الصيفية 2016 – رجال 85 كيلو جرام ‏   | 27 فبراير 1993       |
| بيلاروس             | Pavel Khadasevich       | رفع الأثقال في الألعاب الأولمبية الصيفية 2016 – رجال 85 كيلو جرام ‏   | 16 يوليو 1993        |
| بيلاروس             | Aliaksandr Bersanau     | رفع الأثقال في الألعاب الأولمبية الصيفية 2016 – رجال 94 كيلو جرام ‏   | 1 سبتمبر 1992        |
| بيلاروس             | Vadzim Straltsou        | رفع الأثقال في الألعاب الأولمبية الصيفية 2016 – رجال 94 كيلو جرام ‏   | 30 أبريل 1986        |
| البرازيل            | Welisson Silva          | رفع الأثقال في الألعاب الأولمبية الصيفية 2016 – رجال 85 كيلو جرام ‏   | 22 نوفمبر 1993       |
| البرازيل            | Mateus Gregório         | رفع الأثقال في الألعاب الأولمبية الصيفية 2016 – رجال 105 كجم ‏        | 5 يوليو 1993         |
| البرازيل            | فرناندو ريس             | رفع الأثقال في الألعاب الأولمبية الصيفية 2016 – رجال +105 كيلو جرام ‏ | 10 مارس 1990         |
| الكاميرون           | Petit Minkoumba         | رفع الأثقال في الألعاب الأولمبية الصيفية 2016 – رجال 94 كيلو جرام ‏   | 27 فبراير 1989       |
| كندا                | Pascal Plamondon        | رفع الأثقال في الألعاب الأولمبية الصيفية 2016 – رجال 85 كيلو جرام ‏   | 12 ديسمبر 1992       |
| تشيلي               | خوليو أكوستا            | رفع الأثقال في الألعاب الأولمبية الصيفية 2016 – رجال 62 كجم ‏         | 22 يوليو 1987        |
| الصين               | لونغ تشينغ تشيوان       | رفع الأثقال في الألعاب الأولمبية الصيفية 2016 – رجال 56 كجم ‏         | 3 ديسمبر 1990        |
| الصين               | Chen Lijun              | رفع الأثقال في الألعاب الأولمبية الصيفية 2016 – رجال 62 كجم ‏         | 8 فبراير 1993        |
| الصين               | Shi Zhiyong             | رفع الأثقال في الألعاب الأولمبية الصيفية 2016 – رجال 69 كيلو جرام ‏   | 10 فبراير 1980       |
| الصين               | لو زياوجون              | رفع الأثقال في الألعاب الأولمبية الصيفية 2016 – رجال 77 كيلو جرام ‏   | 27 يوليو 1984        |
| الصين               | تيان تاو                | رفع الأثقال في الألعاب الأولمبية الصيفية 2016 – رجال 85 كيلو جرام ‏   | 8 أبريل 1994         |
| الصين               | Yang Zhe                | رفع الأثقال في الألعاب الأولمبية الصيفية 2016 – رجال 105 كجم ‏        | 7 يوليو 1991         |
| تايبيه الصينية      | Tan Chi-chung           | رفع الأثقال في الألعاب الأولمبية الصيفية 2016 – رجال 56 كجم ‏         | 24 فبراير 1990       |
| تايبيه الصينية      | Pan Chien-hung          | رفع الأثقال في الألعاب الأولمبية الصيفية 2016 – رجال 69 كيلو جرام ‏   | 7 أغسطس 1988         |
| تايبيه الصينية      | Chen Shih-chieh         | رفع الأثقال في الألعاب الأولمبية الصيفية 2016 – رجال +105 كيلو جرام ‏ | 27 نوفمبر 1989       |
| كولومبيا            | Habib de las Salas      | رفع الأثقال في الألعاب الأولمبية الصيفية 2016 – رجال 56 كجم ‏         | 19 أبريل 1987        |
| كولومبيا            | أوسكار فيغيروا          | رفع الأثقال في الألعاب الأولمبية الصيفية 2016 – رجال 62 كجم ‏         | 27 أبريل 1983        |
| كولومبيا            | Francisco Mosquera      | رفع الأثقال في الألعاب الأولمبية الصيفية 2016 – رجال 62 كجم ‏         | 1 أبريل 1992         |
| كولومبيا            | Luis Javier Mosquera    | رفع الأثقال في الألعاب الأولمبية الصيفية 2016 – رجال 69 كيلو جرام ‏   | 27 مارس 1995         |
| كولومبيا            | Andres Caicedo ‏         | رفع الأثقال في الألعاب الأولمبية الصيفية 2016 – رجال 77 كيلو جرام ‏   | 8 مايو 1997          |
| كوبا                | Yoelmis Hernández       | رفع الأثقال في الألعاب الأولمبية الصيفية 2016 – رجال 85 كيلو جرام ‏   | 25 أبريل 1986        |
| قبرص                | Antonis Martasidis      | رفع الأثقال في الألعاب الأولمبية الصيفية 2016 – رجال 85 كيلو جرام ‏   | 14 يونيو 1992        |
| جمهورية التشيك      | Jiří Orság              | رفع الأثقال في الألعاب الأولمبية الصيفية 2016 – رجال +105 كيلو جرام ‏ | 5 يناير 1989         |
| جمهورية الدومينيكان | Luis García ‏            | رفع الأثقال في الألعاب الأولمبية الصيفية 2016 – رجال 56 كجم ‏         | 19 أبريل 1995        |
| الإكوادور           | Fernando Salas ‏         | رفع الأثقال في الألعاب الأولمبية الصيفية 2016 – رجال +105 كيلو جرام ‏ | 10 فبراير 1988       |
| مصر                 | أحمد سعد (رباع)         | رفع الأثقال في الألعاب الأولمبية الصيفية 2016 – رجال 62 كجم ‏         | 1 نوفمبر 1986        |
| مصر                 | محمد إيهاب              | رفع الأثقال في الألعاب الأولمبية الصيفية 2016 – رجال 77 كيلو جرام ‏   | 21 نوفمبر 1989       |
| مصر                 | طارق يحيى (رباع)        | رفع الأثقال في الألعاب الأولمبية الصيفية 2016 – رجال 85 كيلو جرام ‏   | 18 مايو 1987         |
| مصر                 | رجب عبد الحي            | رفع الأثقال في الألعاب الأولمبية الصيفية 2016 – رجال 94 كيلو جرام ‏   | 4 مارس 1991          |
| مصر                 | Gaber Mohamed           | رفع الأثقال في الألعاب الأولمبية الصيفية 2016 – رجال 105 كجم ‏        | 1 سبتمبر 1985        |
| مصر                 | أحمد محمد               | رفع الأثقال في الألعاب الأولمبية الصيفية 2016 – رجال +105 كيلو جرام ‏ | 27 أبريل 1988        |
| إستونيا             | Mart Seim               | رفع الأثقال في الألعاب الأولمبية الصيفية 2016 – رجال +105 كيلو جرام ‏ | 24 أكتوبر 1990       |
| فيجي                | Manueli Tulo            | رفع الأثقال في الألعاب الأولمبية الصيفية 2016 – رجال 56 كجم ‏         | 25 مارس 1990         |
| فنلندا              | Milko Tokola            | رفع الأثقال في الألعاب الأولمبية الصيفية 2016 – رجال 85 كيلو جرام ‏   | 10 أكتوبر 1992       |
| فرنسا               | Bernardin Matam         | رفع الأثقال في الألعاب الأولمبية الصيفية 2016 – رجال 69 كيلو جرام ‏   | 20 مايو 1990         |
| فرنسا               | Giovanni Bardis         | رفع الأثقال في الألعاب الأولمبية الصيفية 2016 – رجال 85 كيلو جرام ‏   | 21 مايو 1987         |
| فرنسا               | Benjamin Hennequin      | رفع الأثقال في الألعاب الأولمبية الصيفية 2016 – رجال 85 كيلو جرام ‏   | 24 أغسطس 1984        |
| فرنسا               | Kévin Bouly             | رفع الأثقال في الألعاب الأولمبية الصيفية 2016 – رجال 94 كيلو جرام ‏   | 26 أبريل 1981        |
| جورجيا              | Rauli Tsirekidze        | رفع الأثقال في الألعاب الأولمبية الصيفية 2016 – رجال 94 كيلو جرام ‏   | 24 مايو 1987         |
| جورجيا              | لاشا تالاخادز           | رفع الأثقال في الألعاب الأولمبية الصيفية 2016 – رجال +105 كيلو جرام ‏ | 2 أكتوبر 1993        |
| جورجيا              | Irakli Turmanidze       | رفع الأثقال في الألعاب الأولمبية الصيفية 2016 – رجال +105 كيلو جرام ‏ | 13 ديسمبر 1984       |
| ألمانيا             | نيكو مولر               | رفع الأثقال في الألعاب الأولمبية الصيفية 2016 – رجال 77 كيلو جرام ‏   | 2 نوفمبر 1993        |
| ألمانيا             | Jürgen Spieß            | رفع الأثقال في الألعاب الأولمبية الصيفية 2016 – رجال 105 كجم ‏        | 26 مارس 1984         |
| ألمانيا             | Alexej Prochorow        | رفع الأثقال في الألعاب الأولمبية الصيفية 2016 – رجال +105 كيلو جرام ‏ | 30 مارس 1990         |
| ألمانيا             | Almir Velagić           | رفع الأثقال في الألعاب الأولمبية الصيفية 2016 – رجال +105 كيلو جرام ‏ | 22 أغسطس 1981        |
| غانا                | Christian Amoah         | رفع الأثقال في الألعاب الأولمبية الصيفية 2016 – رجال 85 كيلو جرام ‏   | 25 يوليو 1999        |
| بريطانيا العظمى     | Sonny Webster           | رفع الأثقال في الألعاب الأولمبية الصيفية 2016 – رجال 94 كيلو جرام ‏   | 10 مارس 1994         |
| اليونان             | Theodoros Iakovidis     | رفع الأثقال في الألعاب الأولمبية الصيفية 2016 – رجال 85 كيلو جرام ‏   | 12 فبراير 1991       |
| غواتيمالا           | إدغار بينيدا            | رفع الأثقال في الألعاب الأولمبية الصيفية 2016 – رجال 56 كجم ‏         | 17 أغسطس 1997        |
| هايتي               | Edouard Joseph          | رفع الأثقال في الألعاب الأولمبية الصيفية 2016 – رجال 62 كجم ‏         | 24 ديسمبر 1989       |
| هندوراس             | Cristopher Pavón        | رفع الأثقال في الألعاب الأولمبية الصيفية 2016 – رجال 94 كيلو جرام ‏   | 18 أبريل 1993        |
| المجر               | بيتر ناغي               | رفع الأثقال في الألعاب الأولمبية الصيفية 2016 – رجال +105 كيلو جرام ‏ | 16 يناير 1986        |
| الهند               | Sathish Sivalingam      | رفع الأثقال في الألعاب الأولمبية الصيفية 2016 – رجال 77 كيلو جرام ‏   | 23 يونيو 1992        |
| إندونيسيا           | Eko Yuli Irawan         | رفع الأثقال في الألعاب الأولمبية الصيفية 2016 – رجال 62 كجم ‏         | 24 يوليو 1989        |
| إندونيسيا           | Muhammad Hasbi          | رفع الأثقال في الألعاب الأولمبية الصيفية 2016 – رجال 62 كجم ‏         | 12 يوليو 1992        |
| إندونيسيا           | Deni                    | رفع الأثقال في الألعاب الأولمبية الصيفية 2016 – رجال 69 كيلو جرام ‏   | 26 يوليو 1989        |
| إندونيسيا           | Triyatno                | رفع الأثقال في الألعاب الأولمبية الصيفية 2016 – رجال 69 كيلو جرام ‏   | 20 ديسمبر 1987       |
| إندونيسيا           | I Ketut Ariana          | رفع الأثقال في الألعاب الأولمبية الصيفية 2016 – رجال 77 كيلو جرام ‏   | 6 سبتمبر 1989        |
| إيران               | كيانوش روستامي          | رفع الأثقال في الألعاب الأولمبية الصيفية 2016 – رجال 85 كيلو جرام ‏   | 23 يوليو 1991        |
| إيران               | Ali Hashemi             | رفع الأثقال في الألعاب الأولمبية الصيفية 2016 – رجال 94 كيلو جرام ‏   | 1 نوفمبر 1991        |
| إيران               | سهراب مرادی             | رفع الأثقال في الألعاب الأولمبية الصيفية 2016 – رجال 94 كيلو جرام ‏   | 22 سبتمبر 1988       |
| إيران               | Mohammad Reza Barari    | رفع الأثقال في الألعاب الأولمبية الصيفية 2016 – رجال 105 كجم ‏        | 31 مارس 1988         |
| إيران               | بهداد سليمي             | رفع الأثقال في الألعاب الأولمبية الصيفية 2016 – رجال +105 كيلو جرام ‏ | 8 ديسمبر 1989        |
| العراق              | Salwan Jasim Abbood     | رفع الأثقال في الألعاب الأولمبية الصيفية 2016 – رجال 105 كجم ‏        | 26 سبتمبر 1991       |
| إسرائيل             | Igor Olshanetskyi       | رفع الأثقال في الألعاب الأولمبية الصيفية 2016 – رجال +105 كيلو جرام ‏ | 16 فبراير 1986       |
| إيطاليا             | Mirco Scarantino        | رفع الأثقال في الألعاب الأولمبية الصيفية 2016 – رجال 56 كجم ‏         | 16 يناير 1995        |
| اليابان             | Hiroaki Takao           | رفع الأثقال في الألعاب الأولمبية الصيفية 2016 – رجال 56 كجم ‏         | 2 يناير 1992         |
| اليابان             | Yōichi Itokazu          | رفع الأثقال في الألعاب الأولمبية الصيفية 2016 – رجال 62 كجم ‏         | 24 مايو 1991         |
| اليابان             | Yōsuke Nakayama         | رفع الأثقال في الألعاب الأولمبية الصيفية 2016 – رجال 62 كجم ‏         | 20 مارس 1987         |
| كازاخستان           | Arli Chontei            | رفع الأثقال في الألعاب الأولمبية الصيفية 2016 – رجال 56 كجم ‏         | 1 يوليو 1992         |
| كازاخستان           | Farkhat Kharki          | رفع الأثقال في الألعاب الأولمبية الصيفية 2016 – رجال 62 كجم ‏         | 20 أبريل 1991        |
| كازاخستان           | نجات رحيموف             | رفع الأثقال في الألعاب الأولمبية الصيفية 2016 – رجال 77 كيلو جرام ‏   | 13 أغسطس 1993        |
| كازاخستان           | Denis Ulanov            | رفع الأثقال في الألعاب الأولمبية الصيفية 2016 – رجال 85 كيلو جرام ‏   | 28 أكتوبر 1993       |
| كازاخستان           | Alexandr Zaichikov      | رفع الأثقال في الألعاب الأولمبية الصيفية 2016 – رجال 105 كجم ‏        | 17 أغسطس 1992        |
| كينيا               | James Adede             | رفع الأثقال في الألعاب الأولمبية الصيفية 2016 – رجال 94 كيلو جرام ‏   | 31 أكتوبر 1986       |
| كيريباتي            | David Katoatau          | رفع الأثقال في الألعاب الأولمبية الصيفية 2016 – رجال 105 كجم ‏        | 17 يوليو 1984        |
| قيرغيزستان          | عزت أرتيكوف             | رفع الأثقال في الألعاب الأولمبية الصيفية 2016 – رجال 69 كيلو جرام ‏   | 8 سبتمبر 1993        |
| لاتفيا              | Artūrs Plēsnieks        | رفع الأثقال في الألعاب الأولمبية الصيفية 2016 – رجال 105 كجم ‏        | 21 يناير 1992        |
| ليتوانيا            | Aurimas Didžbalis       | رفع الأثقال في الألعاب الأولمبية الصيفية 2016 – رجال 94 كيلو جرام ‏   | 13 يونيو 1991        |
| ماليزيا             | Mohd Hafifi Mansor      | رفع الأثقال في الألعاب الأولمبية الصيفية 2016 – رجال 69 كيلو جرام ‏   | 28 أكتوبر 1990       |
| مالطا               | Kyle Micallef           | رفع الأثقال في الألعاب الأولمبية الصيفية 2016 – رجال 85 كيلو جرام ‏   | 8 يناير 1987         |
| المكسيك             | Bredni Roque            | رفع الأثقال في الألعاب الأولمبية الصيفية 2016 – رجال 69 كيلو جرام ‏   | 11 نوفمبر 1987       |
| مولدوفا             | Serghei Cechir          | رفع الأثقال في الألعاب الأولمبية الصيفية 2016 – رجال 69 كيلو جرام ‏   | 15 أكتوبر 1990       |
| مولدوفا             | Alexandru Șpac          | رفع الأثقال في الألعاب الأولمبية الصيفية 2016 – رجال 77 كيلو جرام ‏   | 21 نوفمبر 1989       |
| المغرب              | خالد العبيدي            | رفع الأثقال في الألعاب الأولمبية الصيفية 2016 – رجال 85 كيلو جرام ‏   | 14 سبتمبر 1995       |
| ناورو               | Elson Brechtefeld       | رفع الأثقال في الألعاب الأولمبية الصيفية 2016 – رجال 56 كجم ‏         | 2 مارس 1994          |
| نيوزيلندا           | ريتشي باترسون           | رفع الأثقال في الألعاب الأولمبية الصيفية 2016 – رجال 85 كيلو جرام ‏   | 30 أبريل 1983        |
| كوريا الشمالية      | Om Yun-chol             | رفع الأثقال في الألعاب الأولمبية الصيفية 2016 – رجال 56 كجم ‏         | 18 نوفمبر 1991       |
| كوريا الشمالية      | Kim Myong-hyok          | رفع الأثقال في الألعاب الأولمبية الصيفية 2016 – رجال 69 كيلو جرام ‏   | 3 ديسمبر 1990        |
| كوريا الشمالية      | Kwon Yong-gwang         | رفع الأثقال في الألعاب الأولمبية الصيفية 2016 – رجال 69 كيلو جرام ‏   | 14 يناير 1996        |
| كوريا الشمالية      | Choe Jon-wi             | رفع الأثقال في الألعاب الأولمبية الصيفية 2016 – رجال 77 كيلو جرام ‏   | 29 يونيو 1993        |
| بابوا غينيا الجديدة | Morea Baru              | رفع الأثقال في الألعاب الأولمبية الصيفية 2016 – رجال 62 كجم ‏         | 15 أبريل 1990        |
| بيرو                | Junior Lahuanampa       | رفع الأثقال في الألعاب الأولمبية الصيفية 2016 – رجال 69 كيلو جرام ‏   | 5 أبريل 1995         |
| الفلبين             | Nestor Colonia          | رفع الأثقال في الألعاب الأولمبية الصيفية 2016 – رجال 56 كجم ‏         | 16 فبراير 1992       |
| بولندا              | Adrian Zieliński        | رفع الأثقال في الألعاب الأولمبية الصيفية 2016 – رجال 94 كيلو جرام ‏   | 28 مارس 1989         |
| بولندا              | Tomasz Zieliński        | رفع الأثقال في الألعاب الأولمبية الصيفية 2016 – رجال 94 كيلو جرام ‏   | 29 أكتوبر 1990       |
| بولندا              | Bartłomiej Bonk         | رفع الأثقال في الألعاب الأولمبية الصيفية 2016 – رجال 105 كجم ‏        | 11 أكتوبر 1984       |
| بولندا              | Arkadiusz Michalski     | رفع الأثقال في الألعاب الأولمبية الصيفية 2016 – رجال 105 كجم ‏        | 7 يناير 1990         |
| قطر                 | فارس إبراهيم            | رفع الأثقال في الألعاب الأولمبية الصيفية 2016 – رجال 85 كيلو جرام ‏   | 4 يونيو 1998         |
| رومانيا             | Dumitru Captari         | رفع الأثقال في الألعاب الأولمبية الصيفية 2016 – رجال 77 كيلو جرام ‏   | 12 يوليو 1989        |
| رومانيا             | Gabriel Sîncrăian       | رفع الأثقال في الألعاب الأولمبية الصيفية 2016 – رجال 85 كيلو جرام ‏   | 21 ديسمبر 1988       |
| روسيا               | أوليغ تشن               | رفع الأثقال في الألعاب الأولمبية الصيفية 2016 – رجال 69 كيلو جرام ‏   | 22 نوفمبر 1988       |
| روسيا               | Artem Okulov            | رفع الأثقال في الألعاب الأولمبية الصيفية 2016 – رجال 85 كيلو جرام ‏   | 5 مايو 1994          |
| روسيا               | Adam Maligov            | رفع الأثقال في الألعاب الأولمبية الصيفية 2016 – رجال 94 كيلو جرام ‏   | 6 مايو 1993          |
| روسيا               | David Bedzhanyan        | رفع الأثقال في الألعاب الأولمبية الصيفية 2016 – رجال 105 كجم ‏        | 6 سبتمبر 1988        |
| روسيا               | Ruslan Albegov          | رفع الأثقال في الألعاب الأولمبية الصيفية 2016 – رجال +105 كيلو جرام ‏ | 26 يناير 1988        |
| ساموا               | Nevo Ioane              | رفع الأثقال في الألعاب الأولمبية الصيفية 2016 – رجال 62 كجم ‏         | 14 أبريل 1988        |
| السعودية            | Mohammed Hussein Dhilib | رفع الأثقال في الألعاب الأولمبية الصيفية 2016 – رجال 69 كيلو جرام ‏   | 1 مايو 1994          |
| سيشل                | Rick Confiance          | رفع الأثقال في الألعاب الأولمبية الصيفية 2016 – رجال 62 كجم ‏         | 24 مايو 1994         |
| سلوفاكيا            | Ondrej Krúžel           | رفع الأثقال في الألعاب الأولمبية الصيفية 2016 – رجال +105 كيلو جرام ‏ | 23 أغسطس 1988        |
| كوريا الجنوبية      | Han Myeong-mok          | رفع الأثقال في الألعاب الأولمبية الصيفية 2016 – رجال 62 كجم ‏         | 1 فبراير 1991        |
| كوريا الجنوبية      | Won Jeong-sik           | رفع الأثقال في الألعاب الأولمبية الصيفية 2016 – رجال 69 كيلو جرام ‏   | 9 ديسمبر 1990        |
| كوريا الجنوبية      | Yu Dong-ju              | رفع الأثقال في الألعاب الأولمبية الصيفية 2016 – رجال 85 كيلو جرام ‏   | 19 أغسطس 1993        |
| كوريا الجنوبية      | Park Han-woong          | رفع الأثقال في الألعاب الأولمبية الصيفية 2016 – رجال 94 كيلو جرام ‏   | 15 يناير 1995        |
| إسبانيا             | Josué Brachi            | رفع الأثقال في الألعاب الأولمبية الصيفية 2016 – رجال 56 كجم ‏         | 8 سبتمبر 1992        |
| إسبانيا             | ديفيد سانشيز            | رفع الأثقال في الألعاب الأولمبية الصيفية 2016 – رجال 69 كيلو جرام ‏   | 20 يوليو 1994        |
| إسبانيا             | أندريس ماتا ماتا        | رفع الأثقال في الألعاب الأولمبية الصيفية 2016 – رجال 77 كيلو جرام ‏   | 11 نوفمبر 1992       |
| سريلانكا            | Sudesh Peiris           | رفع الأثقال في الألعاب الأولمبية الصيفية 2016 – رجال 62 كجم ‏         | 3 فبراير 1985        |
| سوريا               | مان أسعد [الإنجليزية]   | رفع الأثقال في الألعاب الأولمبية الصيفية 2016 – رجال +105 كيلو جرام ‏ | 20 نوفمبر 1993       |
| تايلاند             | Sinphet Kruaithong      | رفع الأثقال في الألعاب الأولمبية الصيفية 2016 – رجال 56 كجم ‏         | 22 أغسطس 1995        |
| تايلاند             | Witoon Mingmoon         | رفع الأثقال في الألعاب الأولمبية الصيفية 2016 – رجال 56 كجم ‏         | 10 فبراير 1996       |
| تايلاند             | Tairat Bunsuk           | رفع الأثقال في الألعاب الأولمبية الصيفية 2016 – رجال 69 كيلو جرام ‏   | 11 يناير 1993        |
| تايلاند             | Chatuphum Chinnawong    | رفع الأثقال في الألعاب الأولمبية الصيفية 2016 – رجال 77 كيلو جرام ‏   | 19 يوليو 1993        |
| تايلاند             | Sarat Sumpradit         | رفع الأثقال في الألعاب الأولمبية الصيفية 2016 – رجال 94 كيلو جرام ‏   | 17 أبريل 1994        |
| تونس                | Karem Ben Hnia          | رفع الأثقال في الألعاب الأولمبية الصيفية 2016 – رجال 69 كيلو جرام ‏   | 13 نوفمبر 1994       |
| تركيا               | دانيار إسماعيلوف        | رفع الأثقال في الألعاب الأولمبية الصيفية 2016 – رجال 69 كيلو جرام ‏   | 3 فبراير 1992        |
| تركمانستان          | Hojamuhammet Toychiyev  | رفع الأثقال في الألعاب الأولمبية الصيفية 2016 – رجال +105 كيلو جرام ‏ | 16 يناير 1992        |
| أوكرانيا            | Oleksandr Pielieshenko  | رفع الأثقال في الألعاب الأولمبية الصيفية 2016 – رجال 85 كيلو جرام ‏   | 7 يناير 1994         |
| أوكرانيا            | Dmytro Chumak           | رفع الأثقال في الألعاب الأولمبية الصيفية 2016 – رجال 94 كيلو جرام ‏   | 11 يوليو 1990        |
| أوكرانيا            | Volodymyr Hoza          | رفع الأثقال في الألعاب الأولمبية الصيفية 2016 – رجال 94 كيلو جرام ‏   | 15 أبريل 1996        |
| أوكرانيا            | Roman Zaitsev           | رفع الأثقال في الألعاب الأولمبية الصيفية 2016 – رجال 105 كجم ‏        | 13 مارس 1987         |
| الولايات المتحدة    | كندريك فاريس            | رفع الأثقال في الألعاب الأولمبية الصيفية 2016 – رجال 94 كيلو جرام ‏   | 2 يوليو 1986         |
| أوزبكستان           | Doston Yokubov          | رفع الأثقال في الألعاب الأولمبية الصيفية 2016 – رجال 69 كيلو جرام ‏   | 5 أبريل 1995         |
| أوزبكستان           | Ivan Efremov ‏           | رفع الأثقال في الألعاب الأولمبية الصيفية 2016 – رجال 105 كجم ‏        | 9 مارس 1986          |
| أوزبكستان           | رسلان نورودينوف         | رفع الأثقال في الألعاب الأولمبية الصيفية 2016 – رجال 105 كجم ‏        | 24 نوفمبر 1991       |
| أوزبكستان           | Rustam Djangabaev       | رفع الأثقال في الألعاب الأولمبية الصيفية 2016 – رجال +105 كيلو جرام ‏ | 25 أغسطس 1993        |
| أوزبكستان           | Sardorbek Dustmurotov   | رفع الأثقال في الألعاب الأولمبية الصيفية 2016 – رجال +105 كيلو جرام ‏ | 13 مارس 1993         |
| فنزويلا             | Jesús López             | رفع الأثقال في الألعاب الأولمبية الصيفية 2016 – رجال 62 كجم ‏         | 17 ديسمبر 1984       |
| فيتنام              | Thạch Kim Tuấn          | رفع الأثقال في الألعاب الأولمبية الصيفية 2016 – رجال 56 كجم ‏         | 15 يناير 1994        |
| فيتنام              | Trần Lê Quốc Toàn       | رفع الأثقال في الألعاب الأولمبية الصيفية 2016 – رجال 56 كجم ‏         | 5 أبريل 1989         |
| فيتنام              | Hoàng Tuấn Tài          | رفع الأثقال في الألعاب الأولمبية الصيفية 2016 – رجال 85 كيلو جرام ‏   | 30 مارس 1990         |

## رافعات الأثقال
| لجنة أولمبية وطنية       | الاسم الكامل                | المسابقات                                                            | تاريخ الميلاد والعمر |
| ------------------------ | --------------------------- | -------------------------------------------------------------------- | -------------------- |
| الجزائر                  | بشرى فاطمة الزهراء حيرش     | رفع الأثقال في الألعاب الأولمبية الصيفية 2016 – سيدات 75 كيلو جرام ‏  | 22 أغسطس 2000        |
| الأرجنتين                | Joana Palacios              | رفع الأثقال في الألعاب الأولمبية الصيفية 2016 – سيدات 58 كجم ‏        | 8 نوفمبر 1996        |
| أرمينيا                  | Nazik Avdalyan              | رفع الأثقال في الألعاب الأولمبية الصيفية 2016 – سيدات 69 كيلو جرام ‏  | 31 أكتوبر 1986       |
| أرمينيا                  | Sona Poghosyan              | رفع الأثقال في الألعاب الأولمبية الصيفية 2016 – سيدات 75 كيلو جرام ‏  | 29 يونيو 1998        |
| أستراليا                 | Tia-Clair Toomey            | رفع الأثقال في الألعاب الأولمبية الصيفية 2016 – سيدات 58 كجم ‏        | 22 يوليو 1993        |
| بيلاروس                  | Anastasiya Mikhalenka       | رفع الأثقال في الألعاب الأولمبية الصيفية 2016 – سيدات 69 كيلو جرام ‏  | 8 ديسمبر 1995        |
| بيلاروس                  | Darya Pachebut              | رفع الأثقال في الألعاب الأولمبية الصيفية 2016 – سيدات 69 كيلو جرام ‏  | 31 ديسمبر 1994       |
| بيلاروس                  | Darya Naumava               | رفع الأثقال في الألعاب الأولمبية الصيفية 2016 – سيدات 75 كيلو جرام ‏  | 26 أغسطس 1995        |
| البرازيل                 | Rosane Santos               | رفع الأثقال في الألعاب الأولمبية الصيفية 2016 – سيدات 53 كجم ‏        | 20 يونيو 1987        |
| البرازيل                 | Jaqueline Ferreira          | رفع الأثقال في الألعاب الأولمبية الصيفية 2016 – سيدات 75 كيلو جرام ‏  | 5 مارس 1987          |
| الكاميرون                | Arcangeline Fouodji         | رفع الأثقال في الألعاب الأولمبية الصيفية 2016 – سيدات 69 كيلو جرام ‏  | 26 أغسطس 1987        |
| كندا                     | Marie-Ève Beauchemin-Nadeau | رفع الأثقال في الألعاب الأولمبية الصيفية 2016 – سيدات 69 كيلو جرام ‏  | 13 أكتوبر 1988       |
| تشيلي                    | María Fernanda Valdés       | رفع الأثقال في الألعاب الأولمبية الصيفية 2016 – سيدات 75 كيلو جرام ‏  | 17 مارس 1992         |
| الصين                    | لي ياجون (رفع الأثقال)      | رفع الأثقال في الألعاب الأولمبية الصيفية 2016 – سيدات 53 كجم ‏        | 27 أبريل 1993        |
| الصين                    | دنغ وي (وزن الاثقال)        | رفع الأثقال في الألعاب الأولمبية الصيفية 2016 – سيدات 63 كيلو جرام ‏  | 14 فبراير 1993       |
| الصين                    | Xiang Yanmei                | رفع الأثقال في الألعاب الأولمبية الصيفية 2016 – سيدات 69 كيلو جرام ‏  | 13 يونيو 1992        |
| الصين                    | Meng Suping                 | رفع الأثقال في الألعاب الأولمبية الصيفية 2016 – سيدات +75 كيلو جرام ‏ | 17 يوليو 1989        |
| تايبيه الصينية           | Chen Wei-ling               | رفع الأثقال في الألعاب الأولمبية الصيفية 2016 – سيدات 48 كجم ‏        | 4 يناير 1982         |
| تايبيه الصينية           | Hsu Shu-ching               | رفع الأثقال في الألعاب الأولمبية الصيفية 2016 – سيدات 53 كجم ‏        | 9 مايو 1991          |
| تايبيه الصينية           | Kuo Hsing-chun              | رفع الأثقال في الألعاب الأولمبية الصيفية 2016 – سيدات 58 كجم ‏        | 26 نوفمبر 1993       |
| تايبيه الصينية           | Lin Tzu-chi                 | رفع الأثقال في الألعاب الأولمبية الصيفية 2016 – سيدات 63 كيلو جرام ‏  | 19 مارس 1988         |
| كولومبيا                 | Lina Rivas                  | رفع الأثقال في الألعاب الأولمبية الصيفية 2016 – سيدات 58 كجم ‏        | 24 أبريل 1990        |
| كولومبيا                 | مرسيدس بيريز                | رفع الأثقال في الألعاب الأولمبية الصيفية 2016 – سيدات 63 كيلو جرام ‏  | 7 أغسطس 1987         |
| كولومبيا                 | Leydi Solís                 | رفع الأثقال في الألعاب الأولمبية الصيفية 2016 – سيدات 69 كيلو جرام ‏  | 17 فبراير 1990       |
| كولومبيا                 | Ubaldina Valoyes            | رفع الأثقال في الألعاب الأولمبية الصيفية 2016 – سيدات 75 كيلو جرام ‏  | 6 يوليو 1982         |
| جزر كوك                  | لويزا بيترز                 | رفع الأثقال في الألعاب الأولمبية الصيفية 2016 – سيدات +75 كيلو جرام ‏ | 27 يونيو 1993        |
| كوبا                     | مارينا رودريغيز             | رفع الأثقال في الألعاب الأولمبية الصيفية 2016 – سيدات 63 كيلو جرام ‏  | 2 مارس 1995          |
| جمهورية الدومينيكان      | Beatriz Pirón               | رفع الأثقال في الألعاب الأولمبية الصيفية 2016 – سيدات 48 كجم ‏        | 27 فبراير 1995       |
| جمهورية الدومينيكان      | Yuderqui Contreras          | رفع الأثقال في الألعاب الأولمبية الصيفية 2016 – سيدات 58 كجم ‏        | 27 مارس 1986         |
| الإكوادور                | ألكسندرا إسكوبار            | رفع الأثقال في الألعاب الأولمبية الصيفية 2016 – سيدات 58 كجم ‏        | 17 يوليو 1980        |
| الإكوادور                | Neisi Dajomes               | رفع الأثقال في الألعاب الأولمبية الصيفية 2016 – سيدات 69 كيلو جرام ‏  | 12 مايو 1998         |
| مصر                      | إسراء السيد                 | رفع الأثقال في الألعاب الأولمبية الصيفية 2016 – سيدات 63 كيلو جرام ‏  | 21 نوفمبر 1998       |
| مصر                      | سارة أحمد                   | رفع الأثقال في الألعاب الأولمبية الصيفية 2016 – سيدات 69 كيلو جرام ‏  | 1 يناير 1998         |
| مصر                      | شيماء هريدي                 | رفع الأثقال في الألعاب الأولمبية الصيفية 2016 – سيدات +75 كيلو جرام ‏ | 1 يناير 1991         |
| فيجي                     | Apolonia Vaivai             | رفع الأثقال في الألعاب الأولمبية الصيفية 2016 – سيدات 69 كيلو جرام ‏  | 5 فبراير 1991        |
| فنلندا                   | Anni Vuohijoki              | رفع الأثقال في الألعاب الأولمبية الصيفية 2016 – سيدات 63 كيلو جرام ‏  | 24 مايو 1988         |
| فرنسا                    | Gaëlle Nayo-Ketchanke       | رفع الأثقال في الألعاب الأولمبية الصيفية 2016 – سيدات 75 كيلو جرام ‏  | 20 أبريل 1988        |
| ألمانيا                  | Sabine Kusterer             | رفع الأثقال في الألعاب الأولمبية الصيفية 2016 – سيدات 58 كجم ‏        | 4 يناير 1991         |
| بريطانيا العظمى          | Rebekah Tiler               | رفع الأثقال في الألعاب الأولمبية الصيفية 2016 – سيدات 69 كيلو جرام ‏  | 13 يناير 1999        |
| الهند                    | سايكوم ميراباي تشانو        | رفع الأثقال في الألعاب الأولمبية الصيفية 2016 – سيدات 48 كجم ‏        | 8 أغسطس 1994         |
| إندونيسيا                | سري واهوني أغوستياني        | رفع الأثقال في الألعاب الأولمبية الصيفية 2016 – سيدات 48 كجم ‏        | 13 أغسطس 1994        |
| إندونيسيا                | Dewi Safitri                | رفع الأثقال في الألعاب الأولمبية الصيفية 2016 – سيدات 53 كجم ‏        | 10 فبراير 1993       |
| إيطاليا                  | جيورجيا بوردينيون           | رفع الأثقال في الألعاب الأولمبية الصيفية 2016 – سيدات 63 كيلو جرام ‏  | 24 مايو 1987         |
| اليابان                  | هيرومي مياكي                | رفع الأثقال في الألعاب الأولمبية الصيفية 2016 – سيدات 48 كجم ‏        | 18 نوفمبر 1985       |
| اليابان                  | كاناي ياغي                  | رفع الأثقال في الألعاب الأولمبية الصيفية 2016 – سيدات 53 كجم ‏        | 16 يوليو 1992        |
| اليابان                  | Mikiko Ando                 | رفع الأثقال في الألعاب الأولمبية الصيفية 2016 – سيدات 58 كجم ‏        | 30 سبتمبر 1992       |
| اليابان                  | Namika Matsumoto            | رفع الأثقال في الألعاب الأولمبية الصيفية 2016 – سيدات 63 كيلو جرام ‏  | 7 فبراير 1992        |
| كازاخستان                | Margarita Yelisseyeva       | رفع الأثقال في الألعاب الأولمبية الصيفية 2016 – سيدات 48 كجم ‏        | 20 يوليو 1992        |
| كازاخستان                | Karina Goricheva            | رفع الأثقال في الألعاب الأولمبية الصيفية 2016 – سيدات 63 كيلو جرام ‏  | 8 أبريل 1993         |
| كازاخستان                | Zhazira Zhapparkul          | رفع الأثقال في الألعاب الأولمبية الصيفية 2016 – سيدات 69 كيلو جرام ‏  | 30 سبتمبر 1992       |
| قيرغيزستان               | Zhanyl Okoeva               | رفع الأثقال في الألعاب الأولمبية الصيفية 2016 – سيدات 48 كجم ‏        | 15 نوفمبر 1993       |
| لاتفيا                   | Rebeka Koha                 | رفع الأثقال في الألعاب الأولمبية الصيفية 2016 – سيدات 53 كجم ‏        | 19 مايو 1998         |
| مدغشقر                   | Elisa Ravololoniaina        | رفع الأثقال في الألعاب الأولمبية الصيفية 2016 – سيدات 63 كيلو جرام ‏  | 24 فبراير 1992       |
| جزر مارشال               | Mathlynn Sasser             | رفع الأثقال في الألعاب الأولمبية الصيفية 2016 – سيدات 58 كجم ‏        | 25 ديسمبر 1996       |
| موريشيوس                 | Roilya Ranaivosoa           | رفع الأثقال في الألعاب الأولمبية الصيفية 2016 – سيدات 48 كجم ‏        | 14 نوفمبر 1990       |
| المكسيك                  | Mónica Domínguez            | رفع الأثقال في الألعاب الأولمبية الصيفية 2016 – سيدات 58 كجم ‏        | 5 مارس 1988          |
| المكسيك                  | Eva Gurrola                 | رفع الأثقال في الألعاب الأولمبية الصيفية 2016 – سيدات 63 كيلو جرام ‏  | 17 مايو 1994         |
| المكسيك                  | أليخاندرا غارزا             | رفع الأثقال في الألعاب الأولمبية الصيفية 2016 – سيدات 75 كيلو جرام ‏  | 1 أغسطس 1991         |
| منغوليا                  | Ankhtsetseg Munkhjantsan    | رفع الأثقال في الألعاب الأولمبية الصيفية 2016 – سيدات 69 كيلو جرام ‏  | 25 ديسمبر 1997       |
| المغرب                   | سميرة واس                   | رفع الأثقال في الألعاب الأولمبية الصيفية 2016 – سيدات 75 كيلو جرام ‏  | 22 أبريل 1992        |
| نيوزيلندا                | Tracey Lambrechs            | رفع الأثقال في الألعاب الأولمبية الصيفية 2016 – سيدات +75 كيلو جرام ‏ | 27 أغسطس 1985        |
| نيكاراغوا                | Scarleth Mercado            | رفع الأثقال في الألعاب الأولمبية الصيفية 2016 – سيدات 53 كجم ‏        | 9 أغسطس 1996         |
| نيجيريا                  | مريم عثمان                  | رفع الأثقال في الألعاب الأولمبية الصيفية 2016 – سيدات +75 كيلو جرام ‏ | 9 نوفمبر 1990        |
| كوريا الشمالية           | Choe Hyo-sim                | رفع الأثقال في الألعاب الأولمبية الصيفية 2016 – سيدات 63 كيلو جرام ‏  | 5 ديسمبر 1993        |
| كوريا الشمالية           | Rim Jong-sim                | رفع الأثقال في الألعاب الأولمبية الصيفية 2016 – سيدات 75 كيلو جرام ‏  | 5 فبراير 1993        |
| كوريا الشمالية           | Kim Kuk-hyang ‏              | رفع الأثقال في الألعاب الأولمبية الصيفية 2016 – سيدات +75 كيلو جرام ‏ | 20 أبريل 1993        |
| بيرو                     | فيوريلا كويفا               | رفع الأثقال في الألعاب الأولمبية الصيفية 2016 – سيدات 48 كجم ‏        | 4 فبراير 1998        |
| الفلبين                  | هيديلين دياز                | رفع الأثقال في الألعاب الأولمبية الصيفية 2016 – سيدات 53 كجم ‏        | 20 فبراير 1991       |
| بولندا                   | Patrycja Piechowiak         | رفع الأثقال في الألعاب الأولمبية الصيفية 2016 – سيدات 69 كيلو جرام ‏  | 1 سبتمبر 1992        |
| بورتوريكو                | Lely Burgos                 | رفع الأثقال في الألعاب الأولمبية الصيفية 2016 – سيدات 48 كجم ‏        | 6 يونيو 1985         |
| رومانيا                  | Florina-Sorina Hulpan       | رفع الأثقال في الألعاب الأولمبية الصيفية 2016 – سيدات 69 كيلو جرام ‏  | 7 مارس 1997          |
| رومانيا                  | Andreea Aanei               | رفع الأثقال في الألعاب الأولمبية الصيفية 2016 – سيدات +75 كيلو جرام ‏ | 18 نوفمبر 1993       |
| روسيا                    | Tima Turieva                | رفع الأثقال في الألعاب الأولمبية الصيفية 2016 – سيدات 63 كيلو جرام ‏  | 22 يونيو 1992        |
| روسيا                    | Anastasiya Romanova         | رفع الأثقال في الألعاب الأولمبية الصيفية 2016 – سيدات 69 كيلو جرام ‏  | 2 أكتوبر 1991        |
| روسيا                    | Tatiana Kashirina           | رفع الأثقال في الألعاب الأولمبية الصيفية 2016 – سيدات +75 كيلو جرام ‏ | 24 يناير 1991        |
| ساموا                    | Mary Opeloge                | رفع الأثقال في الألعاب الأولمبية الصيفية 2016 – سيدات 75 كيلو جرام ‏  | 24 يناير 1992        |
| جزر سليمان               | Jenly Tegu Wini             | رفع الأثقال في الألعاب الأولمبية الصيفية 2016 – سيدات 58 كجم ‏        | 9 يونيو 1983         |
| كوريا الجنوبية           | Yoon Jin-hee                | رفع الأثقال في الألعاب الأولمبية الصيفية 2016 – سيدات 53 كجم ‏        | 4 أغسطس 1986         |
| كوريا الجنوبية           | Lee Hui-sol                 | رفع الأثقال في الألعاب الأولمبية الصيفية 2016 – سيدات +75 كيلو جرام ‏ | 27 أغسطس 1989        |
| كوريا الجنوبية           | Son Young-hee               | رفع الأثقال في الألعاب الأولمبية الصيفية 2016 – سيدات +75 كيلو جرام ‏ | 24 أبريل 1994        |
| إسبانيا                  | ليديا فالنتين               | رفع الأثقال في الألعاب الأولمبية الصيفية 2016 – سيدات 75 كيلو جرام ‏  | 10 فبراير 1985       |
| السويد                   | Angelica Roos               | رفع الأثقال في الألعاب الأولمبية الصيفية 2016 – سيدات 58 كجم ‏        | 15 أبريل 1989        |
| تايلاند                  | سوبيتا تاناسان              | رفع الأثقال في الألعاب الأولمبية الصيفية 2016 – سيدات 48 كجم ‏        | 23 ديسمبر 1994       |
| تايلاند                  | Pimsiri Sirikaew            | رفع الأثقال في الألعاب الأولمبية الصيفية 2016 – سيدات 58 كجم ‏        | 25 أبريل 1990        |
| تايلاند                  | سوكانيا سريسورات            | رفع الأثقال في الألعاب الأولمبية الصيفية 2016 – سيدات 58 كجم ‏        | 3 مايو 1995          |
| تايلاند                  | Siripuch Gulnoi             | رفع الأثقال في الألعاب الأولمبية الصيفية 2016 – سيدات 63 كيلو جرام ‏  | 17 يوليو 1993        |
| تونس                     | يسرى ذياب                   | رفع الأثقال في الألعاب الأولمبية الصيفية 2016 – سيدات +75 كيلو جرام ‏ | 31 أغسطس 1995        |
| تركيا                    | Mehtap Kurnaz               | رفع الأثقال في الألعاب الأولمبية الصيفية 2016 – سيدات 63 كيلو جرام ‏  | 1 مايو 1995          |
| تركيا                    | Duygu Aynacı                | رفع الأثقال في الألعاب الأولمبية الصيفية 2016 – سيدات 69 كيلو جرام ‏  | 26 يونيو 1996        |
| تركيا                    | Assiya İpek                 | رفع الأثقال في الألعاب الأولمبية الصيفية 2016 – سيدات 75 كيلو جرام ‏  | 5 ديسمبر 1993        |
| تركمانستان               | Gulnabat Kadyrova           | رفع الأثقال في الألعاب الأولمبية الصيفية 2016 – سيدات 69 كيلو جرام ‏  | 14 يونيو 1994        |
| أوكرانيا                 | Yuliya Paratova             | رفع الأثقال في الألعاب الأولمبية الصيفية 2016 – سيدات 53 كجم ‏        | 7 نوفمبر 1986        |
| أوكرانيا                 | Veronika Ivasyuk            | رفع الأثقال في الألعاب الأولمبية الصيفية 2016 – سيدات 58 كجم ‏        | 12 أكتوبر 1995       |
| أوكرانيا                 | Iryna Dekha                 | رفع الأثقال في الألعاب الأولمبية الصيفية 2016 – سيدات 75 كيلو جرام ‏  | 14 مايو 1996         |
| أوكرانيا                 | أناستاسيا ليسينكو           | رفع الأثقال في الألعاب الأولمبية الصيفية 2016 – سيدات +75 كيلو جرام ‏ | 2 ديسمبر 1995        |
| الإمارات العربية المتحدة | عائشة البلوشي               | رفع الأثقال في الألعاب الأولمبية الصيفية 2016 – سيدات 58 كجم ‏        | 23 يناير 1992        |
| الولايات المتحدة         | Morghan King                | رفع الأثقال في الألعاب الأولمبية الصيفية 2016 – سيدات 48 كجم ‏        | 5 أكتوبر 1985        |
| الولايات المتحدة         | جيني آرثر                   | رفع الأثقال في الألعاب الأولمبية الصيفية 2016 – سيدات 75 كيلو جرام ‏  | 11 ديسمبر 1993       |
| الولايات المتحدة         | سارة روبلس                  | رفع الأثقال في الألعاب الأولمبية الصيفية 2016 – سيدات +75 كيلو جرام ‏ | 1 أغسطس 1988         |
| الأوروغواي               | Sofía Rito                  | رفع الأثقال في الألعاب الأولمبية الصيفية 2016 – سيدات 53 كجم ‏        | 2 نوفمبر 1985        |
| فنزويلا                  | Génesis Rodríguez           | رفع الأثقال في الألعاب الأولمبية الصيفية 2016 – سيدات 53 كجم ‏        | 17 يوليو 1994        |
| فنزويلا                  | Yaniuska Espinosa           | رفع الأثقال في الألعاب الأولمبية الصيفية 2016 – سيدات 75 كيلو جرام ‏  | 5 ديسمبر 1986        |
| فنزويلا                  | Naryury Pérez               | رفع الأثقال في الألعاب الأولمبية الصيفية 2016 – سيدات 75 كيلو جرام ‏  | 29 سبتمبر 1992       |
| فيتنام                   | Vương Thị Huyền             | رفع الأثقال في الألعاب الأولمبية الصيفية 2016 – سيدات 48 كجم ‏        | 22 يونيو 1992        |